# Rhinomiris
Rhinomiris is een geslacht van wantsen uit de familie van de Miridae (Blindwantsen). Het geslacht werd voor het eerst wetenschappelijk beschreven door George Willis Kirkaldy in 1902.

## Soorten
Het genus bevat de volgende soorten:

- Rhinomiris aethiopicus (Poppius, 1909)
- Rhinomiris camelus Poppius, 1909
- Rhinomiris conspersus (Stål, 1871)
- Rhinomiris consputus (Stål, 1871)
- Rhinomiris dentatus (Gorczyca & Cherot, 1998)
- Rhinomiris donisi (Gorczyca & Cherot, 1998)
- Rhinomiris henryi Gorczyca & Cherot, 1998
- Rhinomiris insularis Hsiao, 1944
- Rhinomiris intermedius Poppius, 1909
- Rhinomiris janetknightae Gorczyca & Cherot, 1998
- Rhinomiris ogoouensis (Odhiambo, 1967)
- Rhinomiris prathapani Yeshwanth, Chérot, Gorczyca & Wolski, 2016
- Rhinomiris schaeferi Gorczyca & Cherot, 1998
- Rhinomiris vicarius (Walker, 1873)